# 奧運三寶

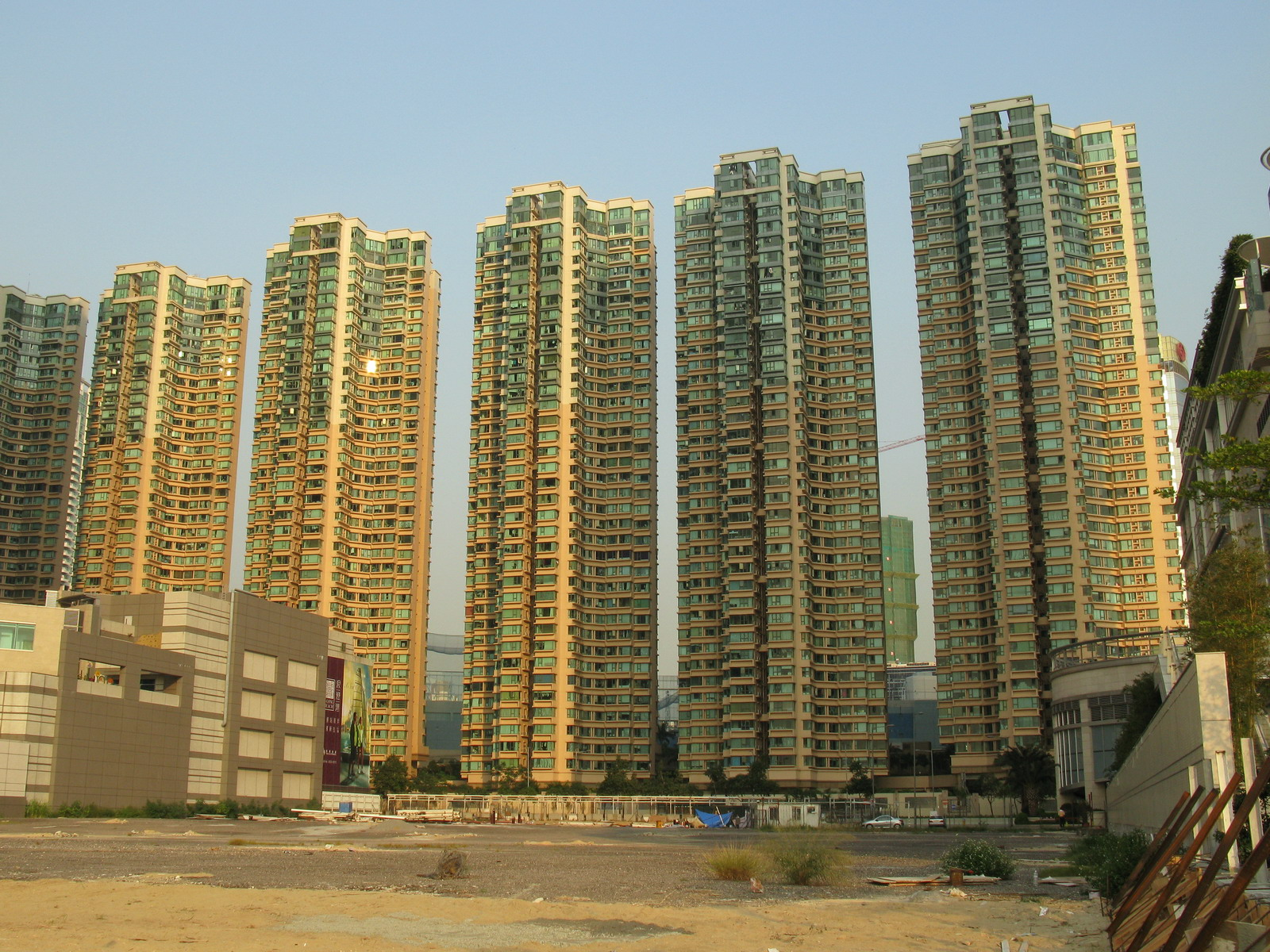
維港灣

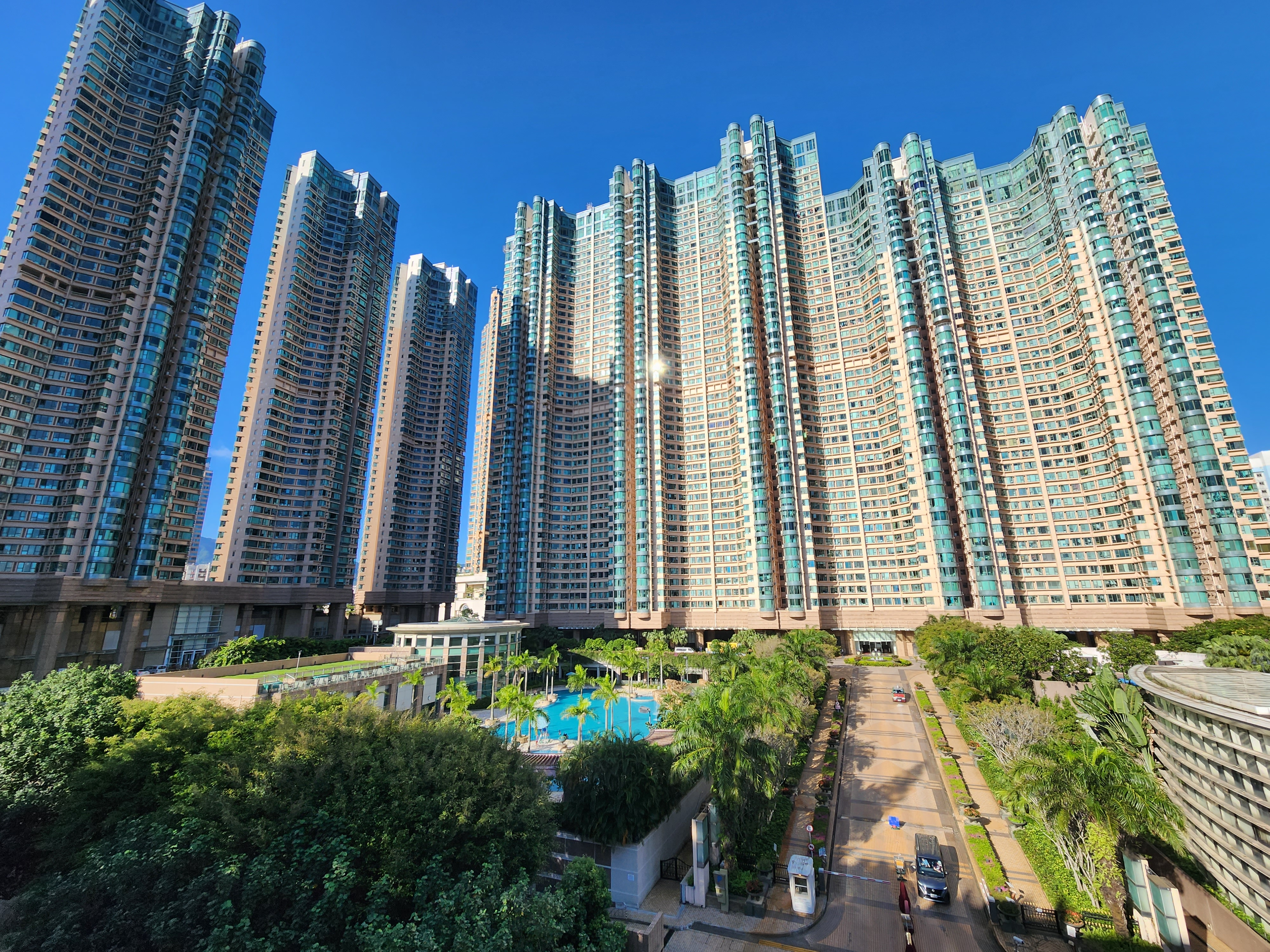
柏景灣及帝柏海灣

奧運三寶是位於香港西九龍港鐵奧運站周邊的三個上蓋大型私人屋苑發展項目的總稱，分別有維港灣，柏景灣及帝柏海灣。它們是港鐵奧運站的第一及第二期的上蓋物業發展項目，由港鐵公司聯同信和置業牽頭合作發展。

## 歷史
前身為油麻地避風塘，其後該地段被政府納入西九龍填海計劃工程。地段經打造規劃後，由港鐵、信和、嘉里及中海外等合建。

## 地理位置
「奧運三寶」臨海而建，不少單位享有海景景觀，部分中高層單位更可賞開揚維港煙花景。屋苑基座為奧海城一期及二期商場、港鐵奧運站及巴士總站，為住戶出門帶來更多選擇，輕鬆穿梭各區。

## 設施
「奧運三寶」除了擁有住宅外，亦擁有大型住客會所及奧海城商場設施。

## 鄰近住宅
- 帝峯 · 皇殿
- 一號銀海
- 瓏璽

## 外部連結
- 奧海城專辦節日盛事[]
- 奧運三寶租金回報理想